# Scooby-Doo! e il mistero del wrestling
Scooby-Doo e il mistero del wrestling (Scooby-Doo! WrestleMania Mystery) è un film del 2014 diretto da Brandon Vietti, basato sui personaggi di Scooby-Doo e sulle superstar della WWE.
Prodotto dalla Warner Home Video, è stato pubblicato negli Stati Uniti d'America il 23 marzo 2014 e in Italia è andato in onda in prima TV su Boomerang il 6 maggio 2016.

## Trama
Scooby vince un concorso tramite un videogame e con l'aiuto di Shaggy, riesce a convincere il resto del gruppo ad unirsi a loro in un viaggio premio alla WWE City per assistere a WrestleMania, durante il viaggio hanno un problema con il furgone a causa di un "cacciatore" che non voleva persone nella sua zona, ma per fortuna va loro in soccorso un partecipante alla gara, John Cena, che decide di regalargli i biglietti VIP dello spettacolo e inoltre la banda Scooby viene poi accompagnata allo spettacolo dove stava per esserci uno scontro. La notte seguente Scooby stava sognando una lotta con un hotdog e un panino ma in realtà era sonnanbulo e quando si sveglia,si ritrova proprio sopra l'orso fantasma ma fortunatamente John Cena e gli altri wrestler sentendo il rumore,escono dalle loro camere e intervengono. Ma vengono poi sconfitti da l'orso, più tardi Scooby viene accusato di aver rubato la cintura della WWE, Rueben deduce che il videogioco conteneva luci lampeggianti che impiantavano suggerimenti post-ipnotici nel cervello di Scooby. Nonostante questo, McMahon offre a Scooby e Shaggy una possibilità di libertà se riescono a sconfiggere Kane a WrestleMania. Con l'aiuto di Cookie e AJ Lee, i due seguono un accelerato corso di wrestling. Nel frattempo, il resto della gang. indaga sulla caverna in cui si dice che Vicious sia stato bandito. All'interno, scoprono una stanza nascosta contenenti libri di ipnosi, schemi per un dispositivo EMP e un calendario che conferma i piani per colpire WrestleMania. All'improvviso, l'orso fantasma attacca il gruppo, costringendoli a entrare in uno scarico di scolo, anche se Cena lo combatte prima di realizzare che lo scarico porta direttamente sotto WWE City. Dopo che la banda informa Richards della loro scoperta, Cookie si pronuncia a favore dell'annullamento di WrestleMania, ma Fred suggerisce di sfruttare l'evento per attirare e catturare l'Orso Fantasma. Durante il combattimento tra Scooby, Shaggy e Kane, Velma deduce che la cintura WWE è un falso e contiene il dispositivo EMP. Cena cerca di portarlo fuori dall'arena, ma si attiva, spegnendo il generatore sotterraneo. L'orso fantasma arriva presto e scatena il caos, ma i lottatori usano la pirotecnica per illuminare l'arena mentre Scooby e Kane continuano il loro combattimento. Quando l'orso fantasma attacca il ring, Scooby e Kane uniscono le forze con Ruben, Cena e Cara per sconfiggerlo e smascherarlo come Cookie. Sentendo che la sua carriera è finita troppo presto, rivela di aver cercato di rubare la cintura WWE, rovinare la reputazione dell'organizzazione e di aver costruito un esoscheletro per aiutarlo a realizzare il suo piano.
Mentre Cookie viene arrestato, Cena recupera la vera cintura della WWE e McMahon offre a Ruben un posto nel roster della WWE prima di assegnare la cintura a Scooby e Shaggy.

## Personaggi
Alcuni dei personaggi reali che sono apparsi nel film sono: Sin Cara, Jerry Lawler, Sgt. Slaughter, Jimmy Hart, Big Show, Alberto Del Rio, Cameron, Naomi, John Cena, Kane, Triple H, Tyrus, The Miz e altri.

## Sequel
Inoltre questo film ha un sequel "Scooby-Doo! e WWE - La corsa dei mitici Wrestlers" uscito nel Regno Unito l'8 agosto 2016,in quest'ultimo alcuni wrestler di affrontano in una gara dove però apparirà un misterioso camion fantasma.

## Produzione
Il 14 agosto 2012, Warner Bros. e WWE Studios hanno annunciato che avrebbero prodotto un film d'animazione di Scooby-Doo che vedrà la banda di Scooby risolvere un mistero a WrestleMania.

## Accoglienza
Matt Fowler di IGN ha dato al film un punteggio "Mediocre" di 5,0 su 10, affermando che " Scooby-Doo! e il mistero del wrestling delizierà sicuramente i vostri bambini, che siano fan di una o di entrambe le serie. È ben intenzionato, con un'animazione vivace ed è divertente sentire i wrestler cantare le loro voci." 